# プラナリア
プラナリア（英: Planarian Flatworm）は、扁形動物門有棒状体亜門三岐腸目（さんきちょうもく、学名: Tricladida）に属する動物の総称。生物学でプラナリアという場合、日本ではサンカクアタマウズムシ科ナミウズムシ属のナミウズムシであることが多い。
プラナリア（三岐腸目）が属する自由生活性の扁形動物は、体表に繊毛があり、この繊毛の運動によって渦ができることから、ウズムシと呼ばれる。世界各地の淡水、海水および湿度の高い陸上に生息する。Planaria は「平たい面」を意味するラテン語 planarius に由来し、plain「平原」や plane「平面」と同根である。

## 概要
腹面中央にひだ型咽頭があり、腸主管は三岐に分かれ、一方は咽頭前方に、2本はその両側を後方に達する。この腸主管の分岐が三岐腸目（さんきちょうもく）の名前の由来となっている。イトミミズやアカムシ（ユスリカの幼虫）を食べさせると、全身の消化管に入ってゆく様子が見え、全身に消化管が分岐していることを観察できる。脊髄は無く、肛門もほとんどの種で無い。（肛門については扁形動物門全体の特徴）、かご状神経系を持ち、目は杯状眼であり、レンズがない。光を感じることはできる。ナミウズムシの場合眼は1対だが、カズメウズムシなどたくさんの眼を持つものもいる。
著しい再生能力を持つことから、再生研究のモデル生物として用いられる。進化的には前口動物と後口動物の分岐点に位置し、三胚葉性動物・脳を持つ動物として最も原始的であることから、比較発生学・進化発生生物学でも用いられる。雌雄同体である特性から、生殖生物学でも扱われる。水質の変化に著しい影響を受けることから、指標生物でもある。
また、プラナリアは雑食であるが、主食として魚・肉・昆虫（動物質系の物）などが挙げられる。

## 繁殖
プラナリアの中には、系統によって様々な生殖様式をとる種があり、ナミウズムシ Dugesia japonica やアメリカナミウズムシ Girardia tigrina などがそうである。これらの種は2個体での交接による有性生殖の他に、自切によって増える無性生殖も行うことができる。そのような種には有性生殖のみを行う系統を有性系統、無性生殖をおこなう系統を無性系統、環境要因などの刺激に対応してそれらを転換する転換系統がある。一方、コガタウズムシ Phagocata kawakatui のように自切を行わず、有性生殖のみを行う種も多くいる。また、ミヤマウズムシ Phagocata vivida では破片分離 (断片化；fragmentation) という現象が確認されている

## 再生能力について
プラナリアの再生能力は著しく、ナミウズムシの場合は前後に3つに切れば、頭部からは腹部以降が、尾部側からは頭部が、中央の断片からは前部の切り口から頭部、後部の切り口から尾部が再生される。このような、各部から残りの部分が正しい方向で再生されることを「極性がある」といい、具体的には何らかの物質の濃度勾配ではないかとされている。再生が秩序正しく行われるための体内の濃度勾配を司る遺伝子として、Nou-darake遺伝子が同定されている。また、プラナリアの体細胞の約30％がネオブラストという幹細胞で占められており、ダイナミックな再生機構に一役買っている。
- 頭に切れ込みを入れて3等分にすれば、3つの頭を持つプラナリアに再生する。
- ある学者がメスを使い100を超える断片になるまで滅多切りにしたが、その全片が再生して100を超えるプラナリアが再生したという逸話がある[12]。プラナリアが再生できる栄養環境さえあれば可能であるとされる。
- トーマス・ハント・モーガンの実験では、遅延や不完全な再生はあったものの、279に分割された断片から再生したとされる[13]。
- 咽頭および目の前にあたる部分からは、それらが万能細胞を持たないため再生出来ない[13]。
- 切断実験をする際は、1週間前から絶食させておかないと、切断時に体内の消化液で自身の体を溶かしてしまい、絶命する[14]。

## 脳以外の部位に記憶が存在する
「プラナリアの頭部を切断して、尾部から再生させた個体に、切断前の記憶が残存している可能性」を示唆する実験結果が、タフツ大学のタル・ショムラット (Tal Shomrat) とマイケル・レヴィン (Michael Levin) によって報告されている。

## 生息
プラナリアは日本中の川の上流に生息しており、石や枯葉などの裏に張り付いている。主にカゲロウの幼虫などの水生昆虫を餌としている。
また、アクアリウムなどでは、生き餌や水草などに付着したプラナリアが水槽内に侵入して大発生することがあり、好んで捕食する生物も少ないことから害虫として嫌われている。捕獲・除去には、体が柔らかくピンセットでつまむとちぎれることがあるので、筆を使って撫でるように取るとよい。また餌となるものを入れておびき寄せる捕獲器も市販されており、自作する者もいる。捕獲器に入ったものは内部の水質悪化により短時間で死に至る場合があるので、生態観察などを目的とする場合は速やかに取り出す必要がある。
日本以外では、温帯から熱帯の地域に広く分布し、世界各地で独自の進化を遂げた種が存在する。

## 下位分類
分類体系は Sluys et al. (2009) に基づく。和名は主に川勝ら (2009) による。
- 三岐腸目 Tricladida
  - 海生三岐腸亜目 Maricola
    - Cercyroidea 上科

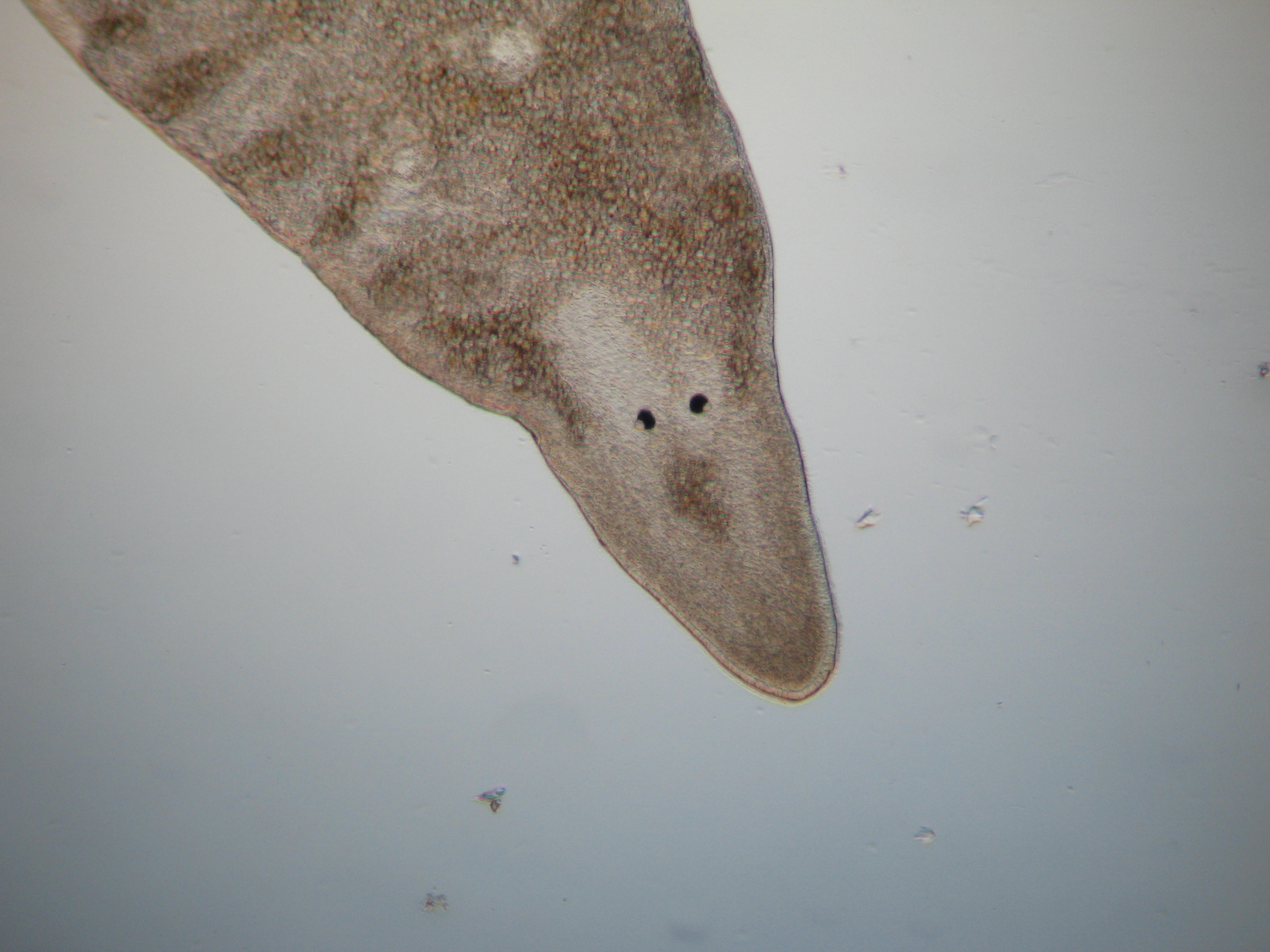
Sabussowia ronaldi、Maricola亜目

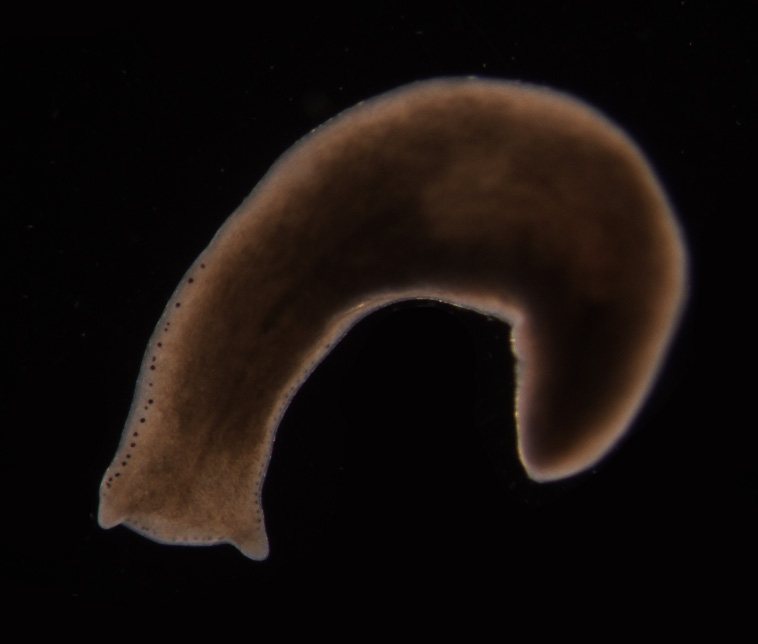
（ヒラタウズムシ科）

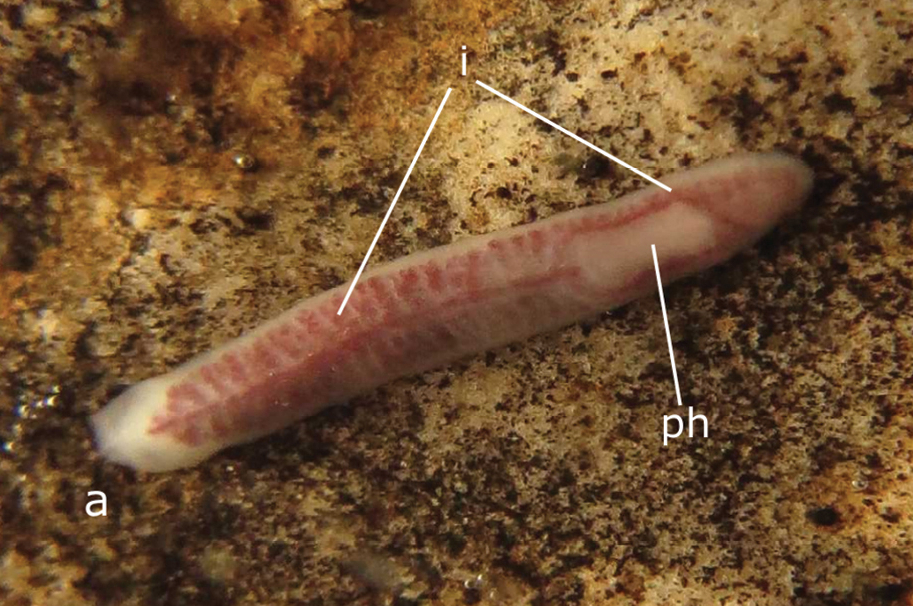
Hausera hauseri

      - Centrovarioplanidae 科
      - Cercyridae 科
      - Meixnerididae 科

    - Bdellouroidea 上科
      - Uteriporidae 科
      - Bdellouridae 科

    - Procerodoidea 上科
      - Procerodidae 科

  - 地下水生三岐腸亜目 Cavernicola[17]
    - メキシコホラアナウズムシ科 Dimarcusidae - ブラジルウズムシ属 Rhodax など

  - 結合三岐腸亜目 Continenticola
    - ヒラタウズムシ上科 Planarioidea
      - ヒラタウズムシ科 Planariidae - ホソウズムシ属 Phagocata[注釈 3]、キタカズメウズムシ属 Seidlia、カズメウズムシ属 Polycelis など
      - オオウズムシ科 Dendrocoelidae - オオウズムシ属 Bdellocephala など
      - ホラアナウズムシ科（ケンキィーア科[18]） Kenkiidae - ホラアナウズムシ属 Sphalloplana など

    - チジョウセイウズムシ上科 Geoplanoidea
      - サンカクアタマウズムシ科 Dugesiidae - ナミウズムシ属 Dugesia[注釈 4]、アメリカナミウズムシ属 Girardia[注釈 5]など
      - リクウズムシ科 Geoplanidae